# Терехова, Анна Ивановна
Анна Ивановна Терехова (1916 год — 19 декабря 2001 год) — старший мастер завода имени Масленникова Министерства машиностроения СССР, гор. Куйбышев. Герой Социалистического Труда (1974).

## Биография
В 1973 году досрочно выполнила личные социалистические обязательства и плановые производственные задания. Указом Президиума Верховного Совета СССР (с грифом «не подлежит опубликованию») от 16 января 1974 года «за выдающиеся успехи в выполнении и перевыполнении планов 1973 года и принятых социалистических обязательств» удостоена звания Героя Социалистического Труда с вручением ордена Ленина и золотой медали Серп и Молот.